# Metro van Boston

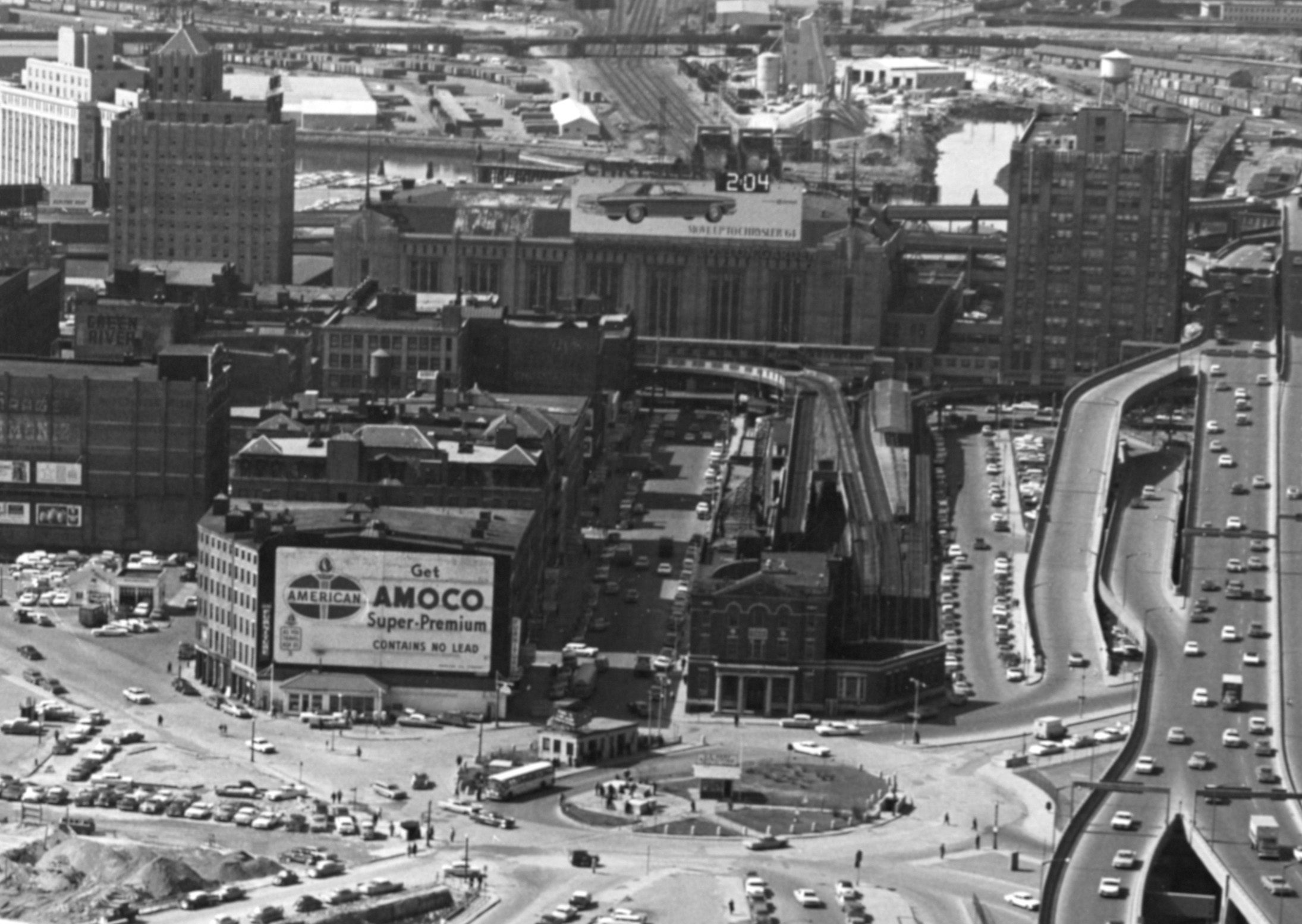
North Station van de Green Line en de Orange Line medio jaren 1960.

De metro van Boston (bijnaam: the 'T') is een belangrijk onderdeel van het openbaar vervoer in Boston, de hoofdstad en grootste stad van Massachusetts. Het metronetwerk bestaat uit vier lijnen: drie volwaardige metrolijnen en een lijn (Green Line) die een tussenvorm is van metro en stadstram. De metrotreinen rijden in het centrum door tunnels, hierbuiten rijden deze merendeels bovengronds. Het systeem wordt geëxploiteerd door MBTA (Massachusetts Bay Transportation Authority). MBTA is een van de grootste vervoerbedrijven van het land, en is in het gebied rond Boston tevens verantwoordelijk voor een aantal voorstadslijnen en vervoer per (trolley)bus.
Bostons ondergrondse is de een van de oudste van de Verenigde Staten, de eerste tunnel werd al in 1897 in gebruik genomen. Die eerste tunnel ging in gebruik als tramtunnel en niet als volwaardig metrotunnel. Pas vanaf begin 20ste eeuw zijn er ondergrondse metrotunnels geopend: de eerste volwaardige metrolijn (de huidige Orange Line) werd op 10 juni 1901 geopend. Tegenwoordig kent de metro een functionele architectuur, het netwerk heeft geen mondaine uitstraling. Slechts aan enkele overblijfselen is de lange historie van de metro van Boston te zien, waaronder de gerestaureerde entree van het station aan Copley Square.

## Voorgeschiedenis
In 1856 werd de eerste paardentramlijn geopend, die op de route tussen Cambridge en Boston comfortabeler vervoer aan kon bieden, dan de omnibus. In de jaren hierna werd een uitgebreid netwerk van voorstedelijke paardentramlijnen gebouwd op de grotere stadswegen. In de beginjaren waren er vele bedrijven en bedrijfjes actief, in 1865 reeds waren na overnames hier nog vier bedrijven van over, die ieder een stadsdeel voor hun namen. Het financiële zakelijke succes van de paardentram trok de belangstelling van zakenlui, zoals Henry M. Whitney. In de jaren ’80 verenigde deze zakenman de paardentrambedrijven door belangen binnen te kopen in de bestaande bedrijven. Al snel was er nog slechts een grote partij op de markt, zijn West End Street Railway Company. Whitney liet experimenten uitvoeren ter voorbereiding van het elektrificeren van Bostons paardentram. Hij huurde enkele experts in en gunde het bedrijf van de beroemde Frank Julian Sprague het contract voor de conversie van een lijn.
Vanaf 1889 werden er paardentramlijnen vervangen en in korte tijd werd het bedrijf omgebouwd; een aanpak die in 1896 feitelijk al voltooid was. De West End Street Railway Company groeide gestaag in de jaren 90, waardoor er zich in de centraal gelegen Tremont Street geregeld files van trams vormden. De overheid liet onderzoek uitvoeren naar mogelijke verbeteringen aan het openbaar vervoer. Hierdoor ontstonden ambitieuze plannen voor verhoogde stadsspoorlijnen enerzijds en voor een tunnel onder Tremont Street anderzijds. Het laatste deel van het plan werd als eerste uitgevoerd. In 1897 opende een tramtunnel onder Tremont Street, waarmee Boston de eerste stad van de VS met een ondergrondse werd.

### Van BERy tot MBTA
Voor de aanleg van de verhoogde lijnen werd midden jaren 90 de Boston Elevated Railway (BERy) opgericht. Hoewel het bedrijf aanvankelijk moeite had met kapitaal te verzamelen, wist het enkele jaren later een bittere strijd met de inmiddels kwakkelende West End Street Railway Company te winnen en dit bedrijf over te nemen. BERy investeerde tussen 1910 en 1940 in de verlenging van de tramtunnel en de aanleg en uitbreiding van een metronet. De tramtunnel bereikte in 1912 via het North Station Lechmere Square in Cambridge en stak daarbij de Charles River met een nieuwe brug over. De trolleybus deed 1936 zijn intrede en begon tramlijnen te vervangen die niet meer rendabel waren. In 1947 ging BERy, dat feitelijk een N.V. was, over in handen van Metropolitan Transit Authority (MTA); deze organisatie werd een onderdeel van de staat Massachusetts. Ook in de eerste naoorlogse jaren werden tramlijnen vervangen door buslijnen. De federale overheid ging zich in de jaren 1960 actief met het openbaar vervoer bezighouden en MTA werd omgevormd tot een regionale activiteit waarbij buslijnen van de Eastern Massachusetts Street Railway en nog enkele andere bedrijven fuseerden tot Massachusetts Bay Transportation Authority (MBTA). Door de grote T in het nieuwe logo kreeg deze maatschappij de bijnaam ‘the T’.

## Galerij

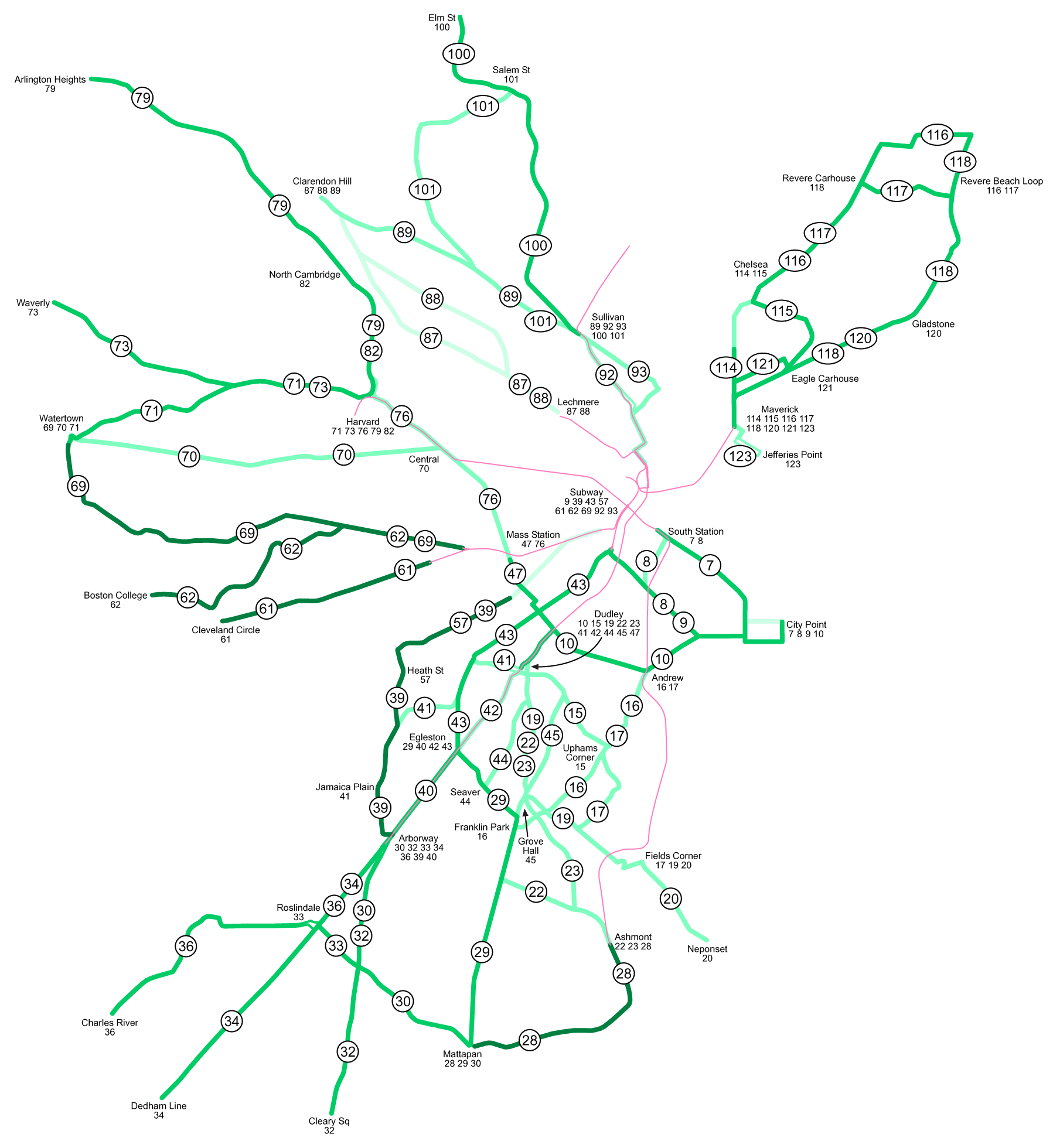
Bostons tramnet in 1940
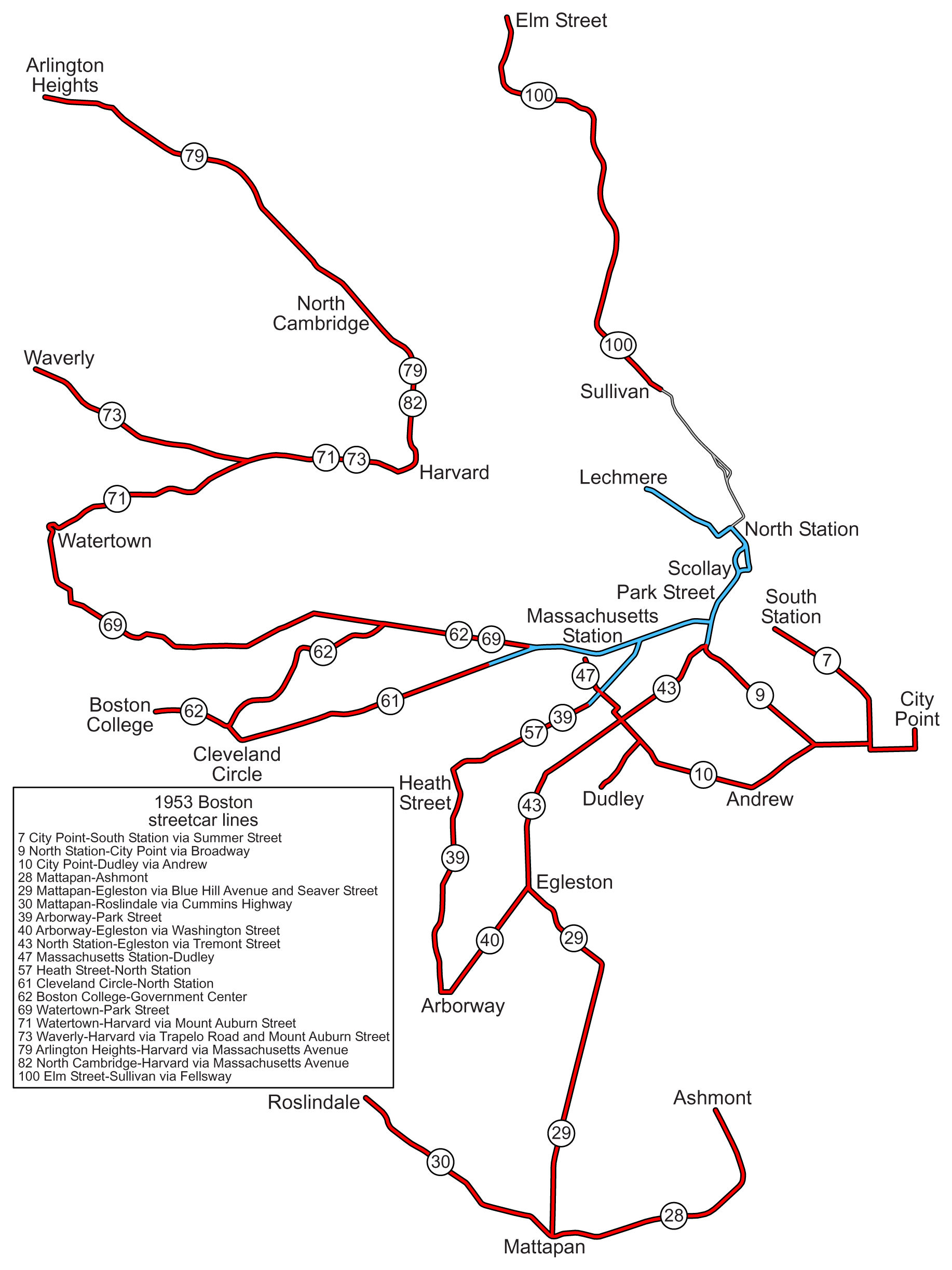
Bostons tramnet in 1953
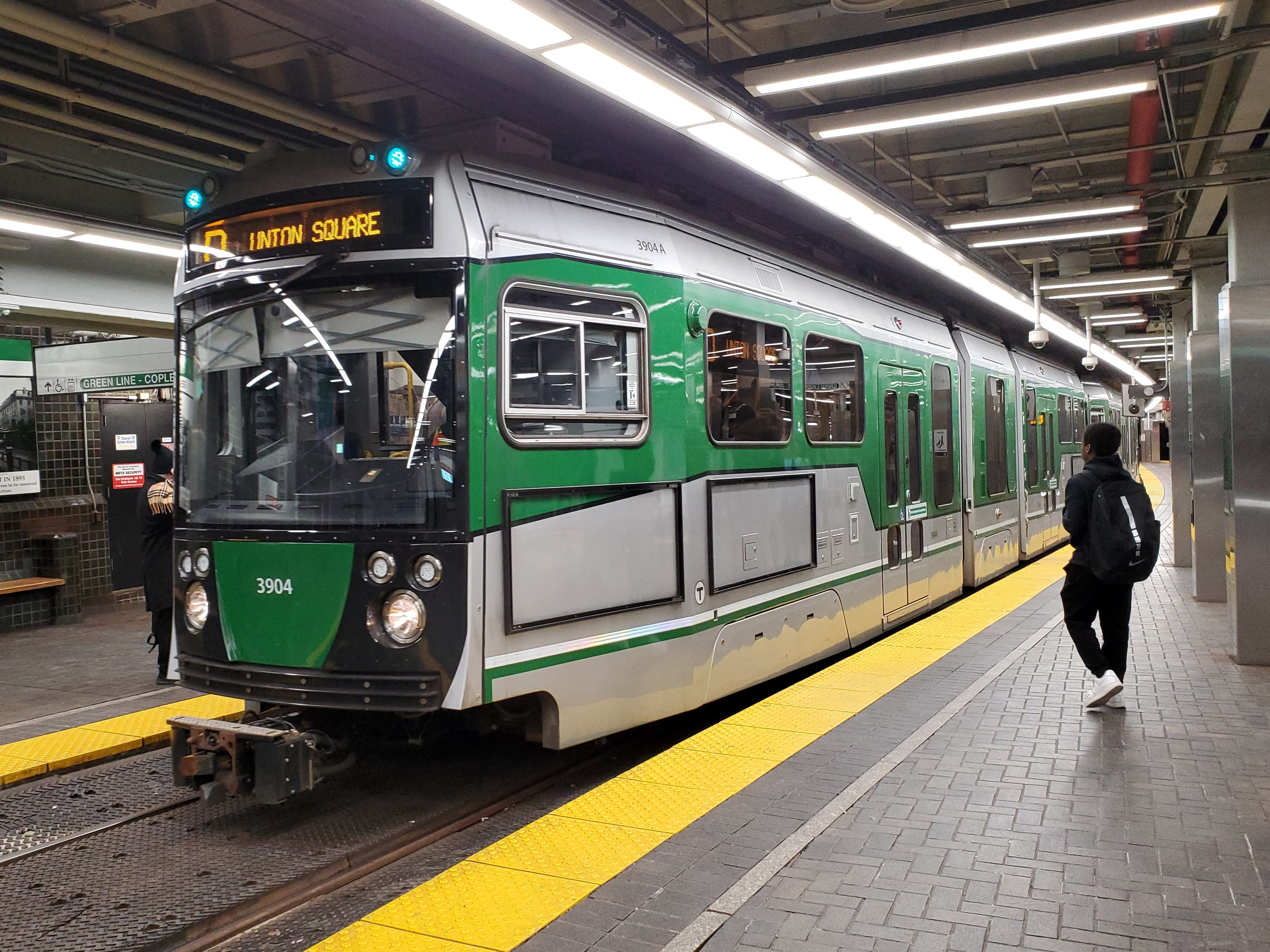
Een tram van de Green Line
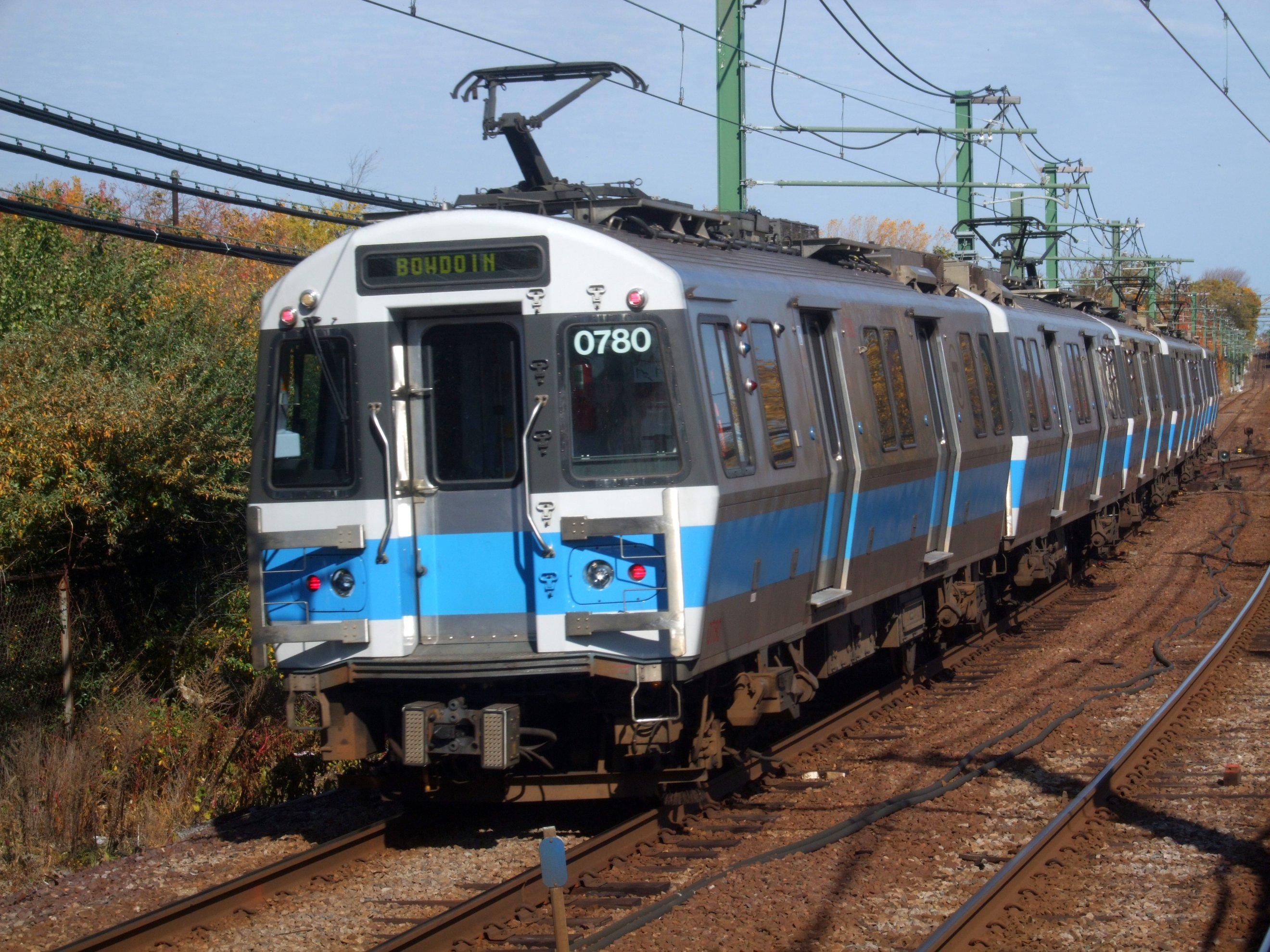
Een metro van de Blue Line
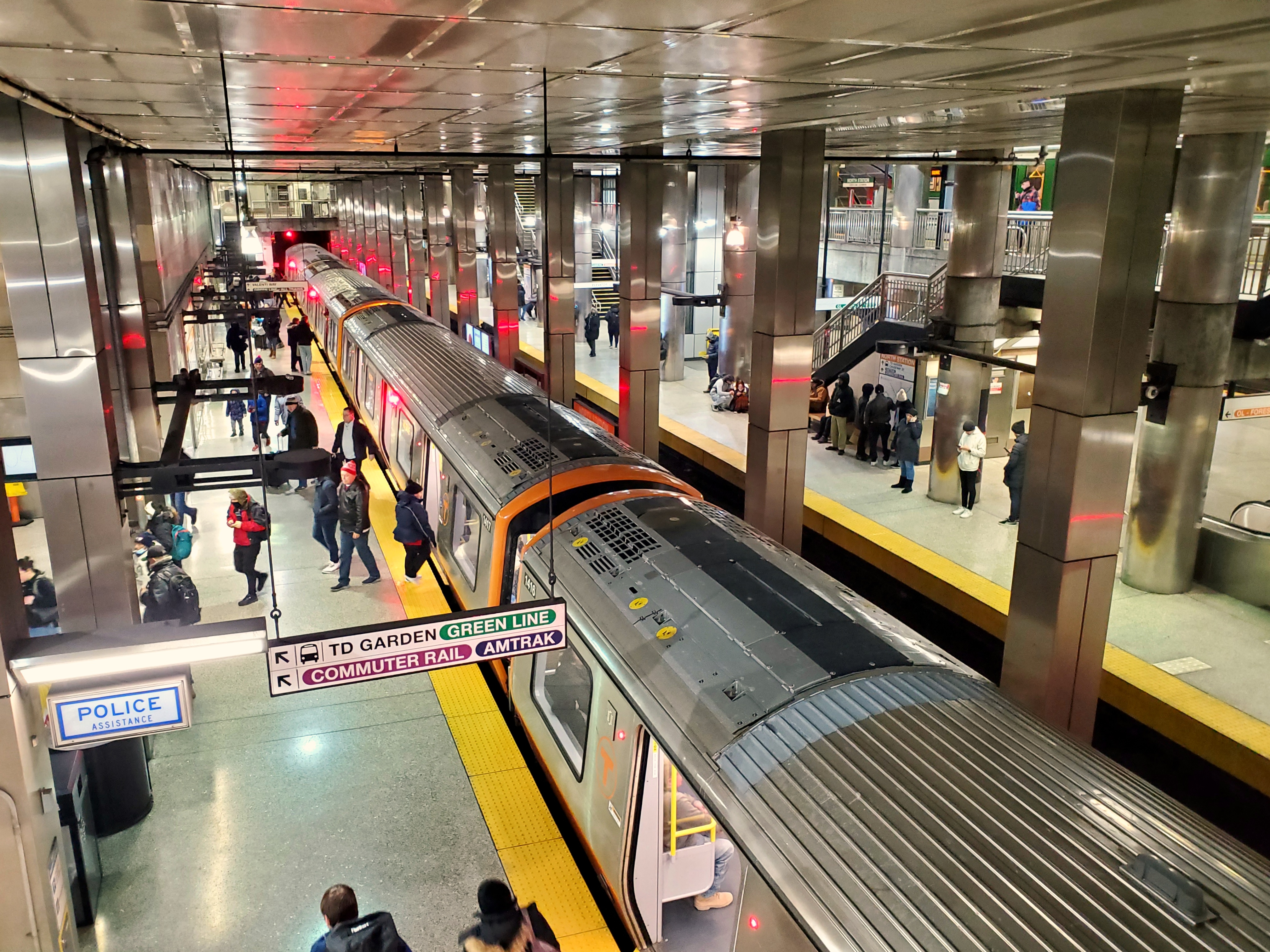
Een metro van de Orange Line